# Toivo Hyytiäinen
Toivo Armas Hyytiäinen (Saarijärvi, 12 novembre 1925 – Saarijärvi, 21 ottobre 1978) è stato un giavellottista finlandese.

## Palmarès

### Olimpiadi
- Bronzo a Helsinki 1952 nel lancio del giavellotto

### Campionati europei
- Oro a Bruxelles 1950 nel lancio del giavellotto